# Break (tecla)

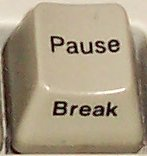
Break/Tecla de pausa no teclado do PC

Atualmente a tecla break, um tipo especial de tecla nos teclados, não possui um propósito bem definido. A origem da tecla remete aos tempos das práticas telegráficas.
O padrão das teclas de telegrafia usa uma chave faca que usa para ligar contatos elétricos. O estado natural da chave era fechado, isto é, um sinal elétrico era continuamente enviado. Caso houvesse uma interrupção desse sinal isso poderia ser interpretado de duas maneiras: ou o operador iniciaria uma transmissão ou alguma outra coisa aconteceu para interromper o sinal — uma secção na linha por exemplo.
A medida que o teletipo passou a ser mais usado, uma tecla, com a finalidade de interromper temporariamente a linha de comunicação, foi criada permitindo a manutenção dessa prática. Quando isso ocorria, o mecanismo teletipo receptor ativaria mas não imprimiria os caracteres (na verdade ficaria imprimindo o caractere não-imprimível "DEL" repetidamente). O ruído chamaria a atenção do operador.
Computadores Time-sharing conectados a modems poderiam reconhecer a tecla break devido os caracteres "DEL" recebidos tinham "bad parity". Isso era usado para gerar uma interrupção e permitir login ou uma interrupção do programa.
Nos computadores pessoais, a tecla Break é usada de várias maneiras pelos diferente programas, mas usualmente envolve algum senso de mudança de interação com o computador, como escolha entre sessões multiplas de login, encerramento de um programa ou interrupção de uma conexão de modem.